# Fassadenanschlussfenster
Ein Fassadenanschlussfenster ist die Kombination eines geneigten Dachfensters mit einem unmittelbar darunter liegenden senkrechten Fenster. Wenn das Fassadenanschlussfenster die Dachtraufe durchschneidet und von der Dachfläche unmittelbar in den Kniestock übergeht, wirkt es optisch wie ein abgeknicktes Fenster.

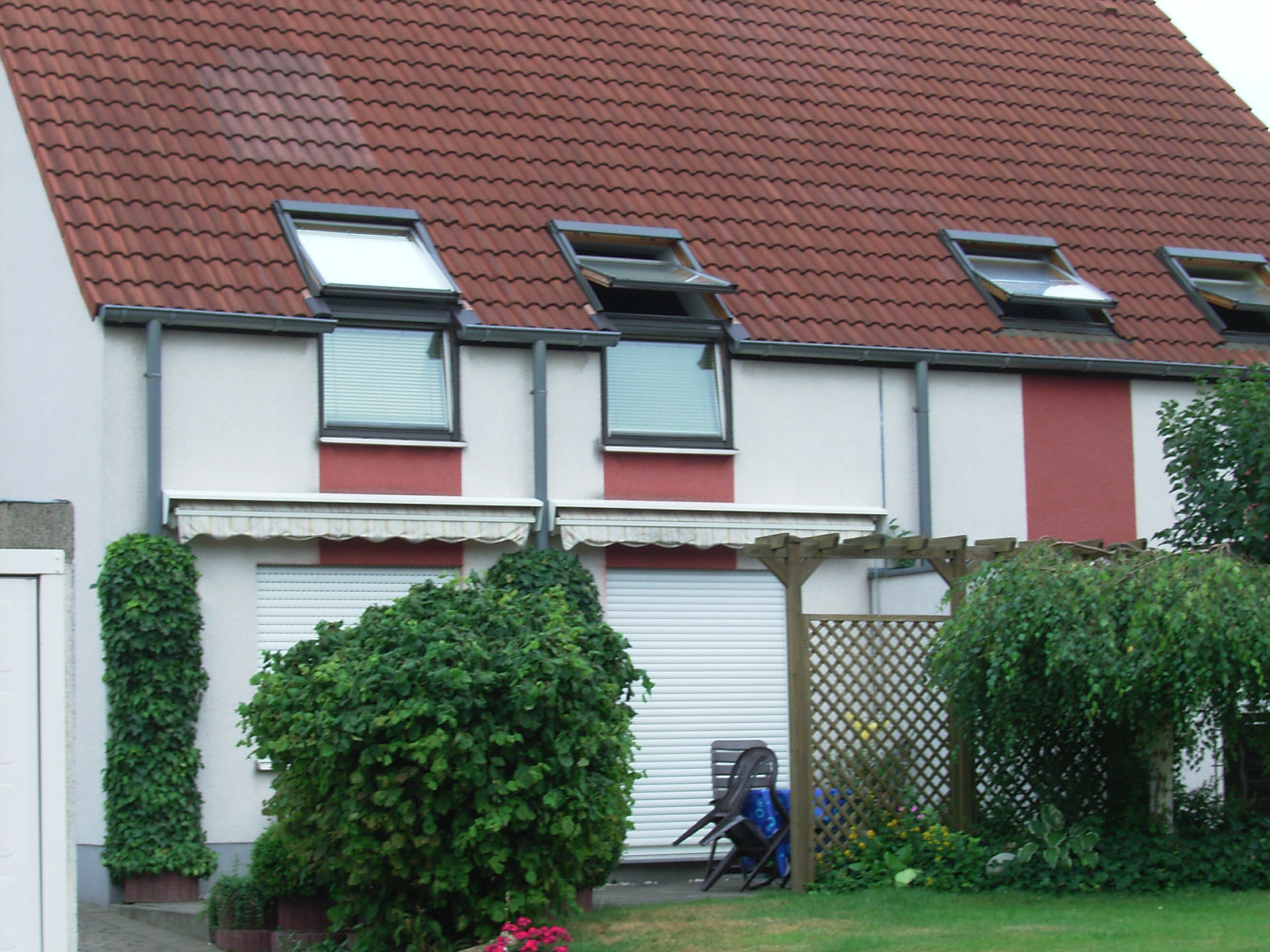
Fassadenanschlussfenster im Drempel (links) neben konventionellen Dachfenstern (rechts)

Die Verlängerung des Dachfensters nach unten ermöglicht auch bei einem hohen Kniestock den direkten Blick auf die Umgebung.
Aufgrund des Knicks im Verlauf des Fensters ist ein Sonnen- und Blendschutz von innen leichter herzustellen.
Wird der Verlauf der Dachrinne durch das Fenster unterbrochen, wird ein weiterer Ablauf notwendig. Manche Fassadenanschlussfenster sind in Kombination mit einer Regenrinne erhältlich.
Ein Fassadenanschlussfenster kann eine Alternative zu einem Zwerchhaus darstellen.